# WSP (zespół muzyczny)
WSP (Wspólnicy Śródmieście Południowe) – grupa muzyczna pochodząca ze Śródmieścia Południowego w Warszawie, w skład którego wchodzą Radar, Elvis, Elfue i Sid.
Zaczęli nagrywać pod koniec lat 90. XX wieku. Następnie, w roku 2001, wystąpili na płycie Promień słońca – TZWM, na producenckim albumie DJ-a 600V – V6 oraz na kompilacji magazynu "Klan" – CD#20. Rok później wydali swoją pierwszą legalną płytę pt. Wspólnicy. Gościnnie wystąpili na niej m.in. Fu, Koras, Sokół. Płytę tę promował klip do utworu "Terra Incognita".
Grupa chwilowo przestała się udzielać. W 2004 roku Juras odszedł od grupy, aby rozpocząć współpracę z Wigorem. W tym okresie do zespołu dołączył raper Elfue. Pod koniec 2004 roku WSP rozpoczęło nagrywanie drugiej płyty zatytułowanej Wśród w nowym składzie (Radar, Zator, Elfue i Damian). Album ukazał się jako nielegal, ponieważ oryginał został skradziony i udostępniony w Internecie.
Wkrótce potem zespół zaprzestał działalności, a część jego członków zasiliła kolektyw pod nazwą Podziemny Styl. 18 czerwca 2011 roku nakładem wytwórni R.R.X., ukazała się reedycja albumu Wśród. Kompozycja zawiera dwa dodatkowe utwory.

## Dyskografia
Albumy
| Wspólnicy                   | - Data: 15 kwietnia 2002 - Wydawca: R.R.X.                                             | 23 |
| Wśród                       | - Data: 2005; 18 czerwca 2011 (reedycja) - Wydawca: brak (nielegal); R.R.X. (reedycja) | —  |
| "—" album nie był notowany. |                                                                                        |    |

Single
| Tytuł           | Rok  | Album     |
| --------------- | ---- | --------- |
| Terra Incognita | 2002 | Wspólnicy |

Występy gościnne
| Album                                            | Rok  | Utwór                                                                                 | Źródło |
| ------------------------------------------------ | ---- | ------------------------------------------------------------------------------------- | ------ |
| TZWM - Promień słońca                            | 2001 | "Sprawy nietykalne" (gościnnie: WSP)                                                  | [ 7 ]  |
| DJ 600V - V6                                     | 2001 | "Konsekwencje" (gościnnie: WSP)                                                       | [ 8 ]  |
| Fu - Futurum                                     | 2002 | "Opanuj strach" (gościnnie: WSP, WNB, DJ DFC)                                         | [ 9 ]  |
| TZWM - Los Beton Blokos (szczery przekaz płynie) | 2002 | "Albo nigdy albo teraz" (gościnnie: Emazet, WSP) "Sprawy nietykalne" (gościnnie: WSP) | [ 10 ] |
| Sqra - Wiele Sqr                                 | 2005 | "Szansa, cel, wymagania" (gościnnie: WSP)                                             | [ 11 ] |
| Jacol - Syzyf                                    | 2014 | "Ostra amunicja" (gościnnie: WSP, Emace, 7th Swordsman)                               | [ 12 ] |